# Dorling Kindersley
Dorling Kindersley (DK) é uma editora internacional especializada em livros de referência ricamente ilustrados, para adultos e crianças, em 51 línguas.
A DK foi fundada por Christopher Dorling e Peter Kindersley em Londres em 1974, inicialmente fazendo apenas acabamento de livros, dedicando-se à publicação a partir de 1982.
Em 1999 imprimiu 18 milhões de livros sobre o Star Wars e vendeu menos de metade, ficando em grave estado de insolvência. Foi adquirida no ano seguinte pelo conglomerado dos media Pearson PLC, sendo integrada no Penguin Group.
A editora Dorling Kindersley, de renome a nível mundial, com conteúdos que vão da história natural à fotografia de viagem, guias, mapas e cartas e até mesmo ilustrações para mercados infantis.